# Inez Nathaniel Walker
 (mai 2017).
Pour les articles homonymes, voir Walker.
Inez Nathaniel Walker, née Inez Stedman, est une artiste autodidacte afro-américaine, née en 1911 à Sumter, en Caroline du Sud. Elle est morte à Williard à New York en 1990. Elle est considérée comme une artiste d'art outsider et d'American Folk Art.

## Biographie
Née dans la pauvreté, elle se retrouve très vite orpheline, se marie à 16 ans et a rapidement quatre enfants. Elle déménage vers le Nord des États-Unis lors de la grande migration afro-américaine, pour échapper à la dure réalité du travail de la ferme.
Condamnée à la fin des années 1960 pour homicide involontaire sur un homme qui a tenté de la violer, elle est incarcérée à la prison correctionnelle de Bedford Hill, à New York, de 1971 à 1972. C'est pendant ces années d'incarcération qu'elle commence à dessiner sur le dos de n'importe quel papier qu'elle trouve pour échapper aux « bad girls ». Elle attire l'attention de ses professeures de la prison pour femme, qui lui fournissent du papier dessin, des carnets et des crayons. Elle dessine de façon prolifique, remplissant des douzaines de carnets en quelques mois jusqu'à sa libération.

## Œuvre
Ces dessins sont presque exclusivement des portraits de femme. Son style se reconnait par des têtes plus grandes que le buste qui domine la composition avec une grande profusion de détails.